# Zielone pole pszenicy z cyprysem
Zielone pole pszenicy z cyprysem (hol. Korenveld met cypres, ang. Green Wheat Field with Cypress) – obraz Vincenta van Gogha namalowany w połowie czerwca 1889 podczas pobytu artysty w miejscowości Saint-Rémy. 
Nr kat.: F 719, JH 1725.

## Opis
Obraz wyraża oddanie artysty naturze. Wzrok przyciągają na wpół dojrzale zielonożółte kłosy zboża, którego łany wyglądają jak wezbrany potok płynący z lewa na prawo. Taki sam żółty odcień pokrywa również dach domu w głębi jak i chmury na niebie oraz zarośla z prawej strony. 
Ciemnozielone pędy trawy, wyciągające się w kierunku pola, również poddają się ruchowi w prawo. Żółte pole, obramowane przez płaszczyzny zieleni, kontrastuje z kolei z jasnym błękitem nieba. W oddali wznosi się cyprys, wyciągnięty do góry, stanowiący silny, ciemnozielony akcent kolorystyczny pośrodku dynamicznego obrazu. Całość jest stonowana dzięki białym kłosom pośród zboża oraz białym chmurom, co pomimo dynamizmu, nadaje obrazowi harmonijny i spójny charakter. 
Kolory są nadal ekspresyjne, ale nie mają już też wiodącej siły, co na obrazach namalowanych w Arles. Zamiast nich akcentowana jest forma i ruch.